# Мухаммад Тайраб
Мухаммад Тайраб (*д/н–1786) — султан Дарфуру в 1752—1786 роках.

## Життєпис
Походив з династії Кейра. Син султана Ахмада Бакра та доньки шейха одного з племен загава. Після смерті батька у 1722 році разом з іншими братами почав інтригувати проти старшого — султана Мухаммада Даври. Зі сходження у 1730 році на трон сина останнього Умара Лайла продовжив боротьбу з новим султаном. В подальшому також інтригував проти брата Абу'л-Касима, що 1739 року став султана. Внаслідок нової змови 1752 року повалив того, ставши володарем держави.
Продовжив централізаторську політику попередників, в якій досяг успіху. Для цього спочатку замирився з султанатом Вадай, визнавши його самостійність. Потім створив військо з рабів (отримала назву курква), внаслідок чого втратив залежність від армії, що збиралася з племен та кланів фора. Крім того, багато вищих посад передав родичам матері. Також впровадив практику, коли раби, особливо євнухи, стали обіймати державні посади, посунувши знать фора. Спрямував зусилля на розвиток господарства, торгівлю та розбудову міст.
Зовнішню політику спрямував на схід, де 1762 року скористався послабленням султанату Сеннару через внутрішню боротьбу за владу, намагаючись встановити над ним свою зверхність. Спочатку просунувся до долини Нілу. Але його спроба в союзі з державним утворенням Шиллук приєднати Сеннар до своїх володінь була невдалою. Зрештою кордон Дарфурського султанату зупинився біля міста Омдурман. Завдяки переселенню до Дарфуру знаті, ремісників та торгівців з підкорених племен та держав зміг зменшити вагу народу фор.
У 1770 року на схід між плато Марра започаткував зведення так званих фашир («таборів»), які являли собою великі майстерні, палаци, військові казарми. До 1782 року разом перетворилися на нову резиденцію султана — Ель-Фашир.
З 1775 року здійснив декілька спроб підкорити Сеннар, де продовжувалася боротьба між султанами і візирами, але невдало. 1785 року завдав поразки Хашиму ібн Ісаві, підкоривши Кордофан, знищивши тамтешню династію Мусаббат. Втім Мухаммад Тайраб помер 1786 року в місті Бара. Трон перейшов до його сина Ісхак.